# Сеченов, Иван Михайлович
Ива́н Миха́йлович Се́ченов (рус. дореф. Иванъ Михайловичъ Сѣченовъ; 1 [13] августа 1829[…], Тёплый Стан, Симбирская губерния — 2 [15] ноября 1905[…], Москва[…]) — всемирно известный учёный-медик, физиолог, психолог, академик Императорской академии наук, основоположник отечественной физиологии и психологии, он является пионером в области исследований торможения центральной нервной системы в мире и известен как «Отец русской физиологии». 
Создатель первой российской физиологической научной школы и естественно-научного материалистического направления в психологии.

## Биография

### Краткая хронология
- 1829 — 1 (13) августа родился Иван Михайлович Сеченов.
- 1843—1848 — учился в Главном инженерном училище в Санкт-Петербурге.
- 1847 — произведён в офицеры.
- 1848 — 21 июля, прибыл на службу в чине прапорщика во 2-м резервной сапёрный батальон в Киеве.
- 1850 — 23 января, подал в отставку[5].
- 1850—1851 — вольнослушатель на медицинском факультете Московского университета.
- 1851—1856 — учился на медицинском факультете Московского университета, окончил со степенью лекаря.
- 1856—1857 — учился в Берлине.
- 1857 — путешествовал по Италии, учился в Лейпциге, вернулся в Берлин.
- 1858—1859 — учился в Вене.
- 1859 — с конца апреля, учился в Гейдельберге.
- 1860 — защитил диссертацию в Императорской медико-хирургической академии (ИМХА) в Санкт-Петербурге, получил степень доктора медицины.
- 1860—1870 — профессор на кафедре нормальной физиологии ИМХА.
- 1861 — 11 марта избран экстраординарным профессором ИМХА.
- 1862 — получил половинную Демидовскую премию.
- 1862—1863 — научная командировка в Париж, открытие Сеченовым центрального торможения, т. н. «сеченовского торможения».
- 1863 — лето, написал книгу «Рефлексы головного мозга».
- 1865 — лето, знакомство с И. И. Мечниковым в Сорренто, Италия.
- 1866 — исследования в лаборатории А. Роллетта в Граце, Австрия.
- 1870 — доктор зоологии honoris causa в Новороссийском университете в Одессе.
- 1871—1876 — профессор и заведующий кафедрой физиологии на естественном отделении физико-математического факультета Новороссийского университета[6].
- 1871 — избран экстраординарным (февраль), затем ординарным профессором (март) Новороссийского университета.
- 1874 — 21 декабря, действительный статский советник.
- 1876—1888 — профессор на кафедре физиологии физико-математического факультета Санкт-Петербургского университета[6].
- 1880—1881 — предложил общую теорию газообмена в лёгких.
- 1888 — женился на Марии Александровне Боковой.
- 1889 — приват-доцент на кафедре физиологии медицинского факультета Московского университета.
- 1891—1901 — профессор и заведующий кафедрой физиологии медицинского факультета Московского университета.
- 1903—1904 — преподавал анатомию и физиологию на Пречистенских рабочих курсах в Москве.
- 1904 — избран почётным членом Императорской Санкт-Петербургской академии наук.
- 1905 — осень, заболел крупозным воспалением лёгких.
- 1905 — 2 (15) ноября скончался после болезни в возрасте 76 лет.

### Детство
Иван Михайлович Сеченов родился 1 (13) августа 1829 года в селе Тёплый Стан Курмышского уезда Симбирской губернии и был младшим, восьмым ребёнком в семье. Его отец, Михаил Алексеевич Сеченов, был дворянином, отставным военным, служившим в годы правления императрицы Екатерины II сержантом в Преображенском полку и дослужившимся до чина секунд-майора. Отец умер, когда Ивану Михайловичу было десять лет. Мать — крепостная крестьянка Анисья Егоровна (Григорьевна), урождённая Осипова. Иван Михайлович получил домашнее образование, благодаря урокам выпускницы Смольного института гувернантки Вильгельмины Константиновны Штром, говорил на французском и немецком языках.

### Профессиональное образование
15 августа 1843 года Иван Михайлович Сеченов поступил в Главное инженерное училище в Михайловском замке в Санкт-Петербурге, где проучился пять лет — четыре года в классах младших воспитанников, затем в 1847 году был произведён в офицеры и проучился год в нижнем офицерском классе. Особенно активно изучал физику и химию, а его преподавателем по математике был академик М. В. Остроградский. Результаты экзаменов по главным предметам нижнего офицерского класса (долговременная фортификация и строительное искусство) не позволили перейти затем в верхний офицерский класс и 21 июня 1848 года он был направлен в чине прапорщика во 2-й резервный сапёрный батальон в Киев. Под влиянием некой двадцатилетней Ольги Александровны, фамилию которой Сеченов умалчивает в своих «Автобиографических записках», он принял решение стать врачом и поступить в Московский университет, который она считала самым передовым. 23 января 1850 года в чине подпоручика вышел в отставку, сославшись на «домашние обстоятельства», и в начале февраля того же года отправился из Киева в родное село к матери, где провел больше полугода.

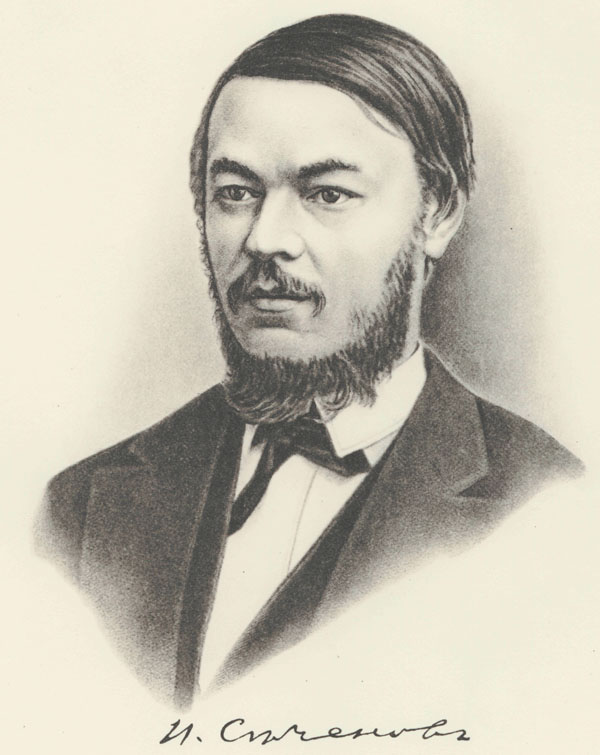
И. М. Сеченов в молодости

После получения указа об отставке Сеченов переехал в Москву и в октябре 1850 года записался вольнослушателем на медицинский факультет Императорского Московского университета, начал готовиться к вступительным экзаменам (история, русский язык, математика и латынь), которые успешно сдал в августе следующего года. По воспоминаниям Сеченова, его преподавателями были: Л. С. Севрук (анатомия), И. М. Соколов (практические занятия в анатомическом театре), А. О. Армфельд (энциклопедия медицины и судебная медицина), Н. С. Топоров (частная патология и терапия), А. И. Полунин (общая патология и терапия), Н. Э. Лясковский (фармакогнозия), декан Н. Б. Анке (фармакология и рецептура), В. А. Басов (теоретическая хирургия и офтальмология), М. Ф. Спасский (физика, по учебнику Ленца), Г. А. Гивартовский (органическая химия), Г. Е. Щуровский (минералогия), А. Г. Фишер фон Вальдгейм (ботаника), Н. А. Варнек (зоология), П. М. Терновский (богословие) и другие.
На четвёртом курсе занятия проходили также в университетских клиниках на Рождественке. В терапевтической клинике занятия вёл адъюнкт К. Я. Млодзеевский, в хирургической — её директор Ф. И. Иноземцев, по словам Сеченова — «самый симпатичный и самый талантливый из профессоров медицинского факультета», и его адъюнкт — И. П. Матюшенков, в акушерской клинике Сеченов не был ни разу, хотя был в университете на лекциях её директора В. А. Коха. На пятом курсе в клиниках Екатерининской больницы на Страстном бульваре занятия вели: И. В. Варвинский и П. Л. Пикулин (терапевтическая клиника), А. И. Поль и А. П. Попов (хирургическая клиника).
Знакомство с главными теоретическими медицинскими предметами разочаровало Сеченова в медицине как науке, он не нашёл в медицине того, чего ожидал, был, например, недоволен учебником Огюстена Гризолля: «в книге нет ничего, кроме перечисления причин заболевания, симптомов болезни, её исходов и способов лечения; а о том, как из причин развивается болезнь, в чём её сущность и почему в болезни помогает то или другое лекарство, ни слова», поэтому охладел к искусству лечения и увлёкся лекциями профессора И. Т. Глебова по сравнительной анатомии и физиологии.
Помимо медицинских дисциплин, Сеченов интересовался философией, психологией, историей и театром. Он читал труды философа и психолога Ф. Э. Бенеке, посещал лекции историка П. Н. Кудрявцева, участвовал в работе литературного кружка, которым руководил поэт Аполлон Григорьев, в доме отца Григорьева присутствовал на прочтении А. Н. Островским только что написанной автором комедии «Бедность не порок» в рукописи, играл в домашнем спектакле роль Скалозуба в комедии А. С. Грибоедова «Горе от ума», а также ходил на встречи по пятницам в дом Д. Д. Шумахера, которые посещали также А. Н. Афанасьев и Сергей Боткин. Хотя Сеченов и Боткин учились на одном факультете, познакомились они у Шумахера, а сдружились позже, во время учёбы за границей. Близкими товарищами Сеченова по университету были офтальмолог Эдуард Юнге и физиолог Павел Эйнбродт.
После смерти матери в 1855 году Сеченов отказался от прав на имение, получил от братьев за него компенсацию в размере 6000 рублей, после чего в 1856—1860 годах за свой счёт совершенствовал образование за границей.

### Учёба и исследования за границей (1856—1860)

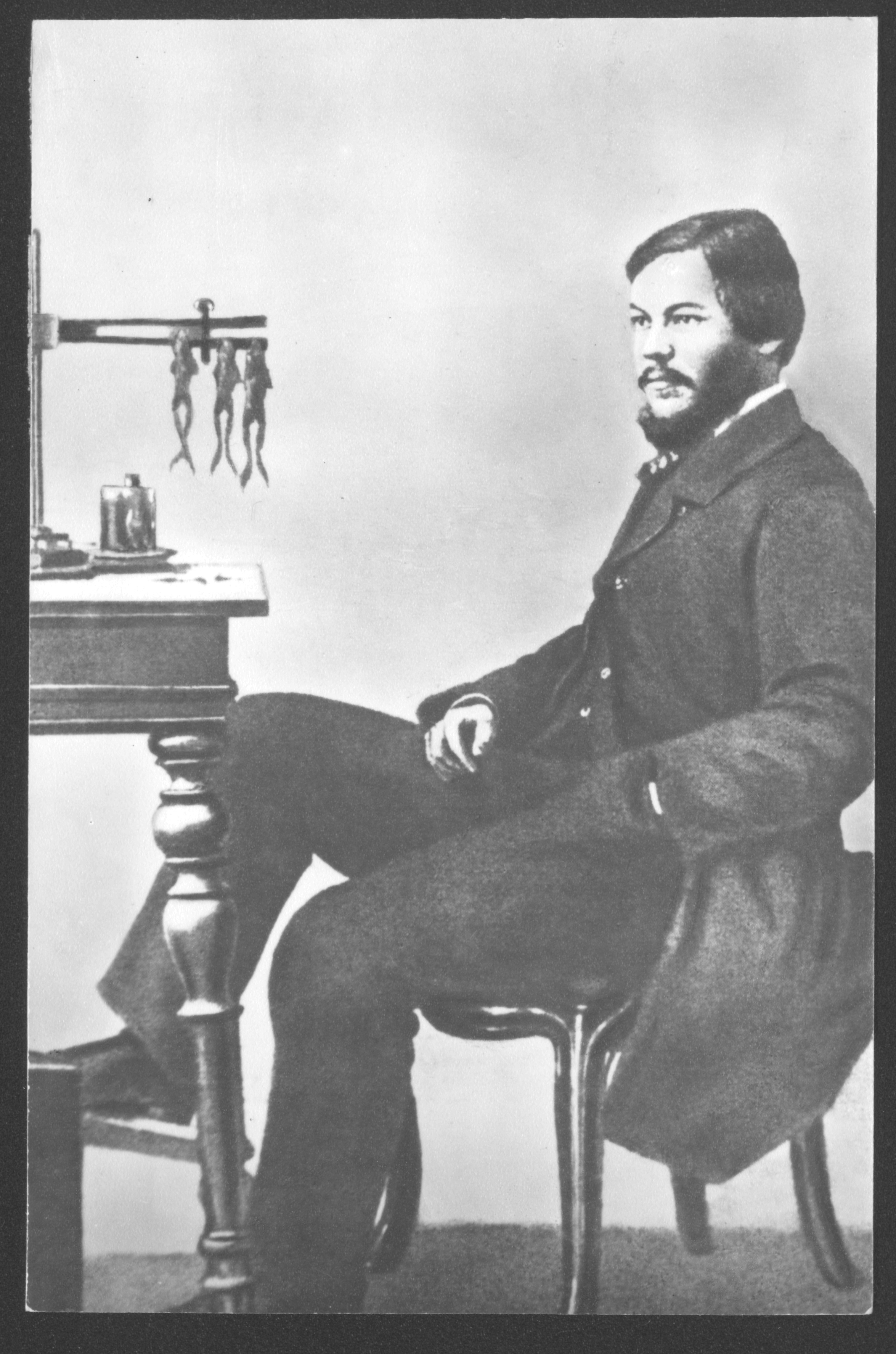
И. М. Сеченов

После окончания Московского университета, в конце августа 1856 года Иван Михайлович Сеченов отправился за границу. Путь его лежал из Москвы через Петербург в Кронштадт, далее на пароходе до Штеттина, а оттуда в Берлин. Поскольку до начала лекций ещё оставалось время, он съездил ненадолго в Дрезден, посетил Дрезденскую галерею, Саксонскую Швейцарию, Прагу и Вену, затем вернулся в Берлин. В частной химической лаборатории Зонненштейна Иван Михайлович изучал качественный и количественный анализ. В физиологической лаборатории И. П. Мюллера и его ученика Э. Г. Дюбуа-Реймона, Сеченов вместе с дерптским доктором К. В. Купфером проводил опыты Пфлюгера со спинномозговыми рефлексами и опыты с гальваническими явлениями на мышцах и нервах лягушки. В лаборатории медицинской химии, директором которой был Ф. Гоппе-Зейлер, при Анатомо-патологическом институте, изучал состав животных жидкостей, исследовал выдыхаемый воздух на алкоголь, влияние алкогольного отравления на температуру тела в артериях, венах и прямой кишке, опьянение вдыхаемыми парами алкоголя, измерял количество выдыхаемого животным, находящимся в алкогольном опьянении, углекислого газа.
За год пребывания в Берлине Сеченов прослушал лекции профессоров И. П. Мюллера — по сравнительной анатомии половых органов позвоночных, Э. Г. Дюбуа-Реймона — по физиологии, Г. Г. Магнуса — по экспериментальной физике для медиков и фармацевтов, Г. Розе — по аналитической химии, Ф. Гоппе-Зейлера — по гистологии, а также брал частные уроки итальянского языка. Зимой 1856 года он познакомился с известным русским художником А. А. Ивановым, который приехал в Берлин на несколько дней для консультации с офтальмологом А. фон Грефе. Вместе с Сеченовым в Берлине были также другие выпускники Московского университета: знакомый по пятничным встречам у Д. Д. Шумахера терапевт Сергей Боткин, однокурсник и офтальмолог Эдуард Юнге и хирург Людвиг Беккерс. Они часто встречались после занятий, проводили свободное время вместе, ходили в различные увеселительные заведения и на концерты немецкой музыки.
В августе 1857 года Сеченов отправился в путешествие по Италии, о котором давно мечтал. Из Берлина через Вюрцбург, Мюнхен, Инсбрук и Бреннер он отправился в Верону, затем побывал в Милане, Венеции, Флоренции, Пизе, Ливорно, Чивитавеккии и Риме. В Риме Сеченов часто встречался с художником А. А. Ивановым, который задумал написать ряд картин из жизни Иисуса Христа. Сеченов переводил ему с английского языка книгу, содержащую описание Иерусалимского храма по Иосифу Флавию, а Иванов делал чертежи и заметки, которые могли бы ему пригодиться при написании картины. В конце октября 1857 года Иван Михайлович покинул Рим и через Анкону и Триест переехал в Лейпциг.
В небольшой физиологической лаборатории Отто Функе в Лейпциге, Сеченов изучал влияние алкоголя на азотистый обмен в теле (на себе), на мышцы и нервную систему (на лягушках), а также повторил опыты Клода Бернара, в которых нашёл ошибку. Описание собственных опытов, с поправкой замеченной ошибки Бернара, стало его первой опубликованной научной работой.
В конце 1857 года Сеченов вернулся в Берлин, отметил Рождество и Новый год в компании друзей, а в начале 1858 года в лаборатории Ф. Гоппе-Зейлера занимался количественным анализом желчи на её составные части, после чего весной того же года продолжил исследования в Вене, в лаборатории профессора Медико-хирургической военной академии физиолога Карла Людвига.
К Людвигу я явился без рекомендации и был первым московитом, которого он увидел… Разговаривая со мной о выраженном мною намерении заняться влиянием алкоголя на кровообращение и поглощении кровью кислорода, он сделал мне род экзамена по физиологии и, должно быть, удовлетворился ответами, потому что пустил в лабораторию. Место я получил в мастерской, где работали все вообще его венские ученики… С зимы 1858 г. я был уже вхож в семью Людвига. С этих пор дружеское расположение ко мне моего милого учителя не прекращалось вплоть до его кончины, выражаясь при всех маленьких переворотах моей жизни теплыми, участливыми письмами.
В лаборатории Карла Людвига Сеченов занимался исследованием газов крови и поглощением газов жидкостями, он соорудил свой первый ртутный насос для выкачивания газов из крови, основанный на принципе возобновляемой торричеллиевой пустоты, и описал его в работе «Beiträge zur Pneumatologie des Blutes» («К вопросу о пневматологии крови», 1859 год), утвердившей учение о газах крови и сделавшей его достаточно известным учёным в зарубежных лабораториях. Для русских медиков в те годы Людвиг прочёл цикл частных лекций по кровообращению и иннервации кровеносных сосудов, на которых помимо Сеченова присутствовали С. П. Боткин, Л. А. Беккерс и другие, а по окончании этих лекций благодарная публика устроила в его честь обед. Взаимоотношениям с Людвигом посвящён ряд страниц в «Автобиографических записках» Сеченова, а их личная переписка продолжалась более тридцати лет, с 1859 по 1891 год. По мнению И. М. Сеченова, «родоначальником физиологии в России второй половины XIX века следует считать Людвига». В его лаборатории близким другом Сеченова стал А. Роллетт, впоследствии профессор физиологии в Университете Карла и Франца в Граце, с которым они прожили в Вене вместе целый год и дружили до конца жизни. В Вене, осенью 1858 года, Сеченов начал писать докторскую диссертацию, свободное время проводил в компании Боткина и Беккерса, плавал на пароходе по Дунаю в Линц, ходил на бал немецких бюргеров и славянский бал, а также концерты Штраусса.
В конце апреля 1859 года Сеченов переехал из Вены в Гейдельберг, где работал одновременно в двух лабораториях: у профессора Гейдельбергского университета Р. В. Бунзена занимался анализом газов и алкалиметрией, прослушал курс неорганической химии, а в лаборатории Г. Л. Гельмгольца провёл четыре важных исследования: влияние раздражения блуждающего нерва на сердце, исследование по физиологической оптике, изучение скорости сокращений мышц лягушки, изучение с помощью своего насоса содержащихся в молоке газов. В Гейдельберге он был свидетелем празднования 100-летия Шиллера, познакомился с правоведом Б. Н. Чичериным (тоже выпускник Московского университета) и общался с химиками Д. И. Менделеевым и А. П. Бородиным. По воспоминаниям Сеченова, в квартире Менделеева читался вышедший роман «Обрыв» И. А. Гончарова, а в квартире Бородина было пианино, за которым Бородин, скрывая, что он серьёзный музыкант, удивлял публику популярными песнями и оперными ариями, исполняя их по памяти, без нот.
Осенью 1859 года Сеченов с Менделеевым отправился путешествовать в Швейцарию, затем с Менделеевым и Бородиным — в Париж. «Никогда во всю мою жизнь я не кутил так, как этот раз в Париже», — напишет Сеченов об этой поездке. Однако помимо маскарадного бала Гранд-Опера и других увеселительных заведений, по приглашению учившегося в Париже Беккерса, он посетил лекции профессора теоретической хирургии Ж. Ф. Мальгэня, «которые пересыпались анекдотами, рассказывавшимися с французским шиком». Из Парижа, через Берлин, Кёнингсберг, Тауроген и Ригу Сеченов переехал в Санкт-Петербург.

### Преподавательская деятельность
Преподавательская деятельность Ивана Михайловича Сеченова продолжалась более 40 лет. Ему удалось создать крупную школу учёных, внёсших большой вклад в различные области физиологии. Среди его учеников — физиологи Н. Е. Введенский, Б. Ф. Вериго, Н. П. Кравков, В. В. Пашутин, С. С. Салазкин, П. А. Спиро, И. Р. Тарханов, первая в России женщина-врач — хирург-акушер Н. П. Суслова, офтальмолог М. А. Бокова и многие другие.

#### ИМХА в Санкт-Петербурге (1860—1870)

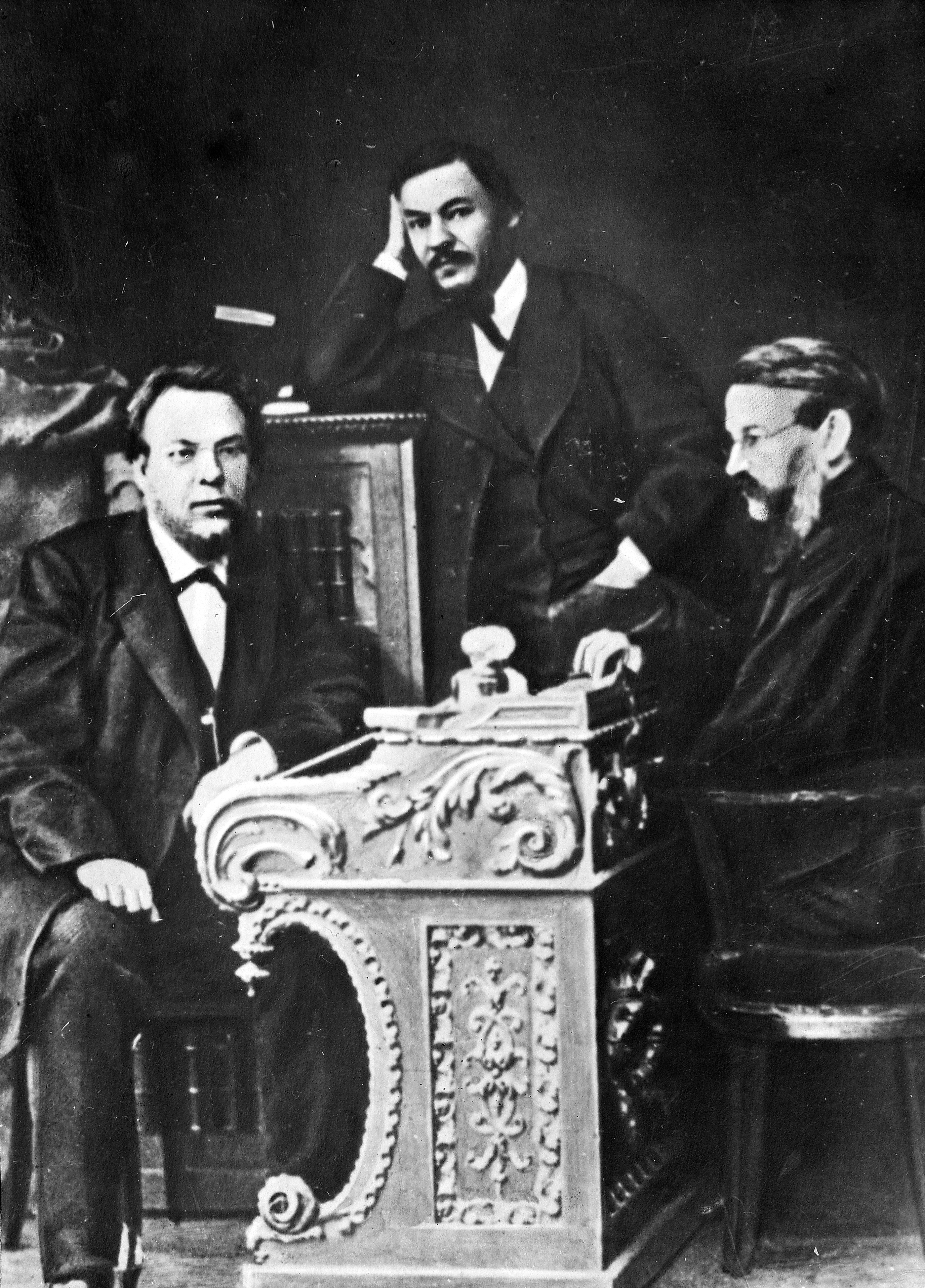
Профессора ИМХА
Боткин, Сеченов, Грубер.

Итогом зарубежной стажировки И. М. Сеченова стала докторская диссертация по теме «Материалы для будущей физиологии алкогольного опьянения», которую он дописал ещё в Вене. По приглашению профессора И. Т. Глебова, ставшего вице-президентом Императорской медико-хирургической академии (ИМХА), он 5 марта 1860 года защитил диссертацию в этой академии и получил степень доктора медицины. Оппонентом был Е. В. Пеликан, ставший его другом до конца жизни. После защиты диссертации, Сеченов был назначен адъюнкт-профессором ИМХА и приступил к чтению лекций по электрофизиологии. Чуть позже в академию также будут приняты адъюнктами его друзья — Беккерс (хирургическая клиника) и Боткин (терапевтическая клиника). Лето 1860 года — провел у родственников в Симбирской губернии, где познакомился с новыми членами семьи. Вернувшись в Санкт-Петербург Сеченов читал лекции по кровообращению, дыханию, всасыванию веществ из пищеварительного канала, отделения, пластику тела и мышечную физиологию. Часть лекций по физиологии (кровь, пищеварение, нервная система) читал профессор физиологии Н. М. Якубович. 11 марта 1861 года Сеченов был избран экстраординарным профессором. 17 марта 1862 года Людвиг Беккерс, с которым они жили в одной квартире, покончил жизнь самоубийством, отравившись цианистым калием, и умер на глазах у Сеченова. В том же году Сеченов опубликовал свои лекции «О животном электричестве» в Военно-медицинском журнале и получил за них половинную Демидовскую премию в размере 700 рублей.
В академии Сеченов преподавал 10 лет, с перерывом на годичный отпуск с июня 1862 по май 1863 года. В этот отпуск он побывал как турист в Марселе, Неаполе, Помпеях, на вершине Везувия, в Лазоревом гроте на острове Капри и Собачьей пещере, а затем учился и работал в лаборатории Клода Бернара в Париже. В апреле 1864 года Сеченов избран ординарным профессором. По примеру своего учителя и друга Карла Людвига Сеченов организовал в академии одну из первых в России физиологических лабораторий, где он занимался экспериментальной физиологией и исследовал физиологию нервной системы. В те годы лаборатория стала центром исследований в области физиологии, а также фармакологии, токсикологии и клинической медицины. Среди его учеников были также женщины — М. А. Бокова и Н. П. Суслова, в связи с чем он был крайне возмущён изменением устава академии 1863 года, запретившим в женщинам посещать лекции и практические занятия в академии. В 1869 году Сеченов предложил академии 24-летнего учёного И. И. Мечникова на вакантную должность заведующего кафедрой зоологии. После того как Мечников и А. Е. Голубев были забаллотированы академией, Сеченов принял окончательное решение и демонстративно уволился из академии в 1870 году, выступив тем самым против несправедливости руководства академии и своих коллег.

#### Новороссийский университет в Одессе (1871—1876)
После увольнения Сеченова из Медико-хирургической академии И. И. Мечников ходатайствовал о его трудоустройстве в Императорский Новороссийский университет в Одессе. Министерские чиновники создавали препятствия и ссылались на то, что доктор медицины не имеет право занимать должность на других факультетах, а медицинский факультет в Новороссийском университете отсутствует. Физико-математический факультет и совет университета приняли предложение Мечникова и Сеченов получил в сентябре 1870 года звание доктора зоологии honoris causa, без защиты диссертации, позволившее ему с 1871 года, из-за задержки с утверждением, стать профессором физиологии на естественном отделении в этом университете. С февраля 1871 года — экстраординарный, с марта того же года — ординарный профессор Новороссийского университета. В 1872 году участвовал в создании кафедры физиологии человека и животных, существующей в настоящее время в составе Одесского национального университета имени И. И. Мечникова. 21 декабря 1874 года получил чин действительного статского советника. В 1873—1876 был вице-президентом Новороссийского общества испытателей природы. В связи с тем, что в составе университета так и не был открыт медицинский факультет, не хватало современного оборудования и реактивов для серьёзных научных исследований, проработав 5 лет, Сеченов покинул Одессу, а кафедрой стали заведовать его ученики — сначала П. А. Спиро, затем Б. В. Вериго.

#### Санкт-Петербургский университет (1876—1888)
В 1876 году Сеченов вернулся в Санкт-Петербург и в должности ординарного профессора преподавал на кафедре физиологии Императорского Санкт-Петербургского университета, где также основал физиологическую лабораторию. Он принял участие в создании Бестужевских высших женских курсов и в 1878 году читал там лекции по физиологии. В тот же период Сеченов преподавал на Высших женских медицинских курсах при Николаевском госпитале. В конце 1888 года, после того, как Академия наук в третий раз отклонила его кандидатуру в действительные члены, Сеченов решил отойти от дел, а физиологическую лабораторию — передал своему ученику Н. Е. Введенскому.

#### Московский период (1889—1905)

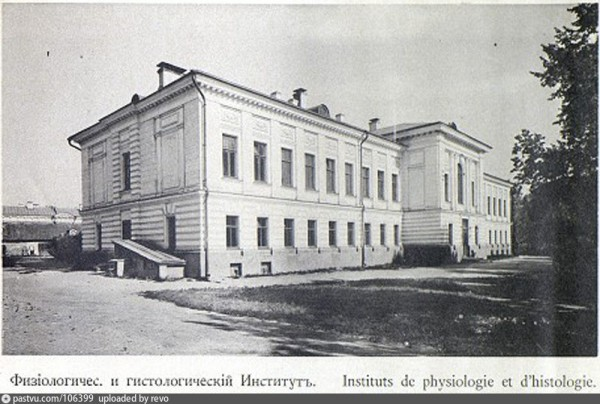
Физиологический институт, 1897 год
здесь в 1893—1905 гг. работал Сеченов

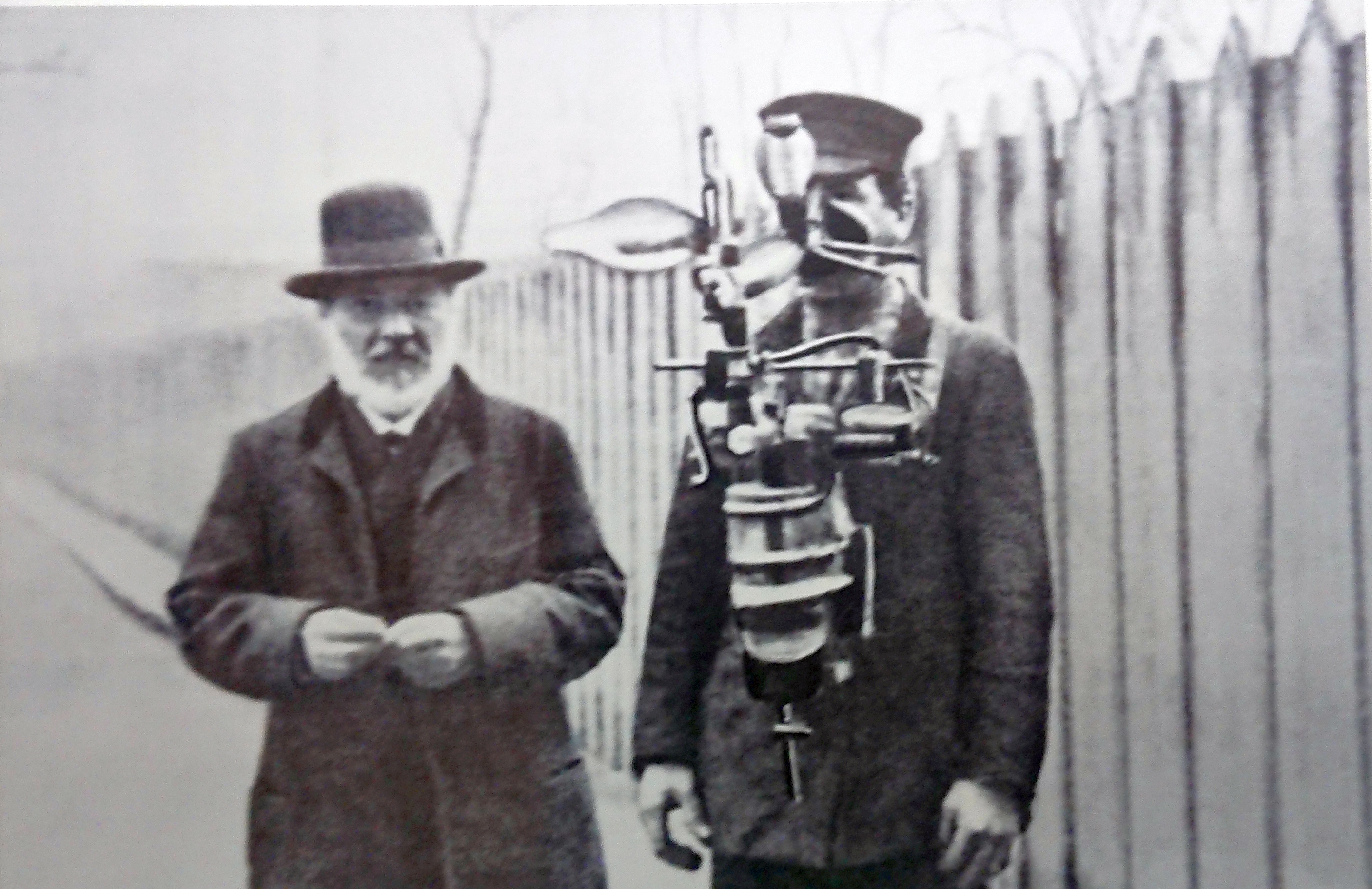
Сеченов и портативный газоанализатор его конструкции. Москва, 1890-е гг.

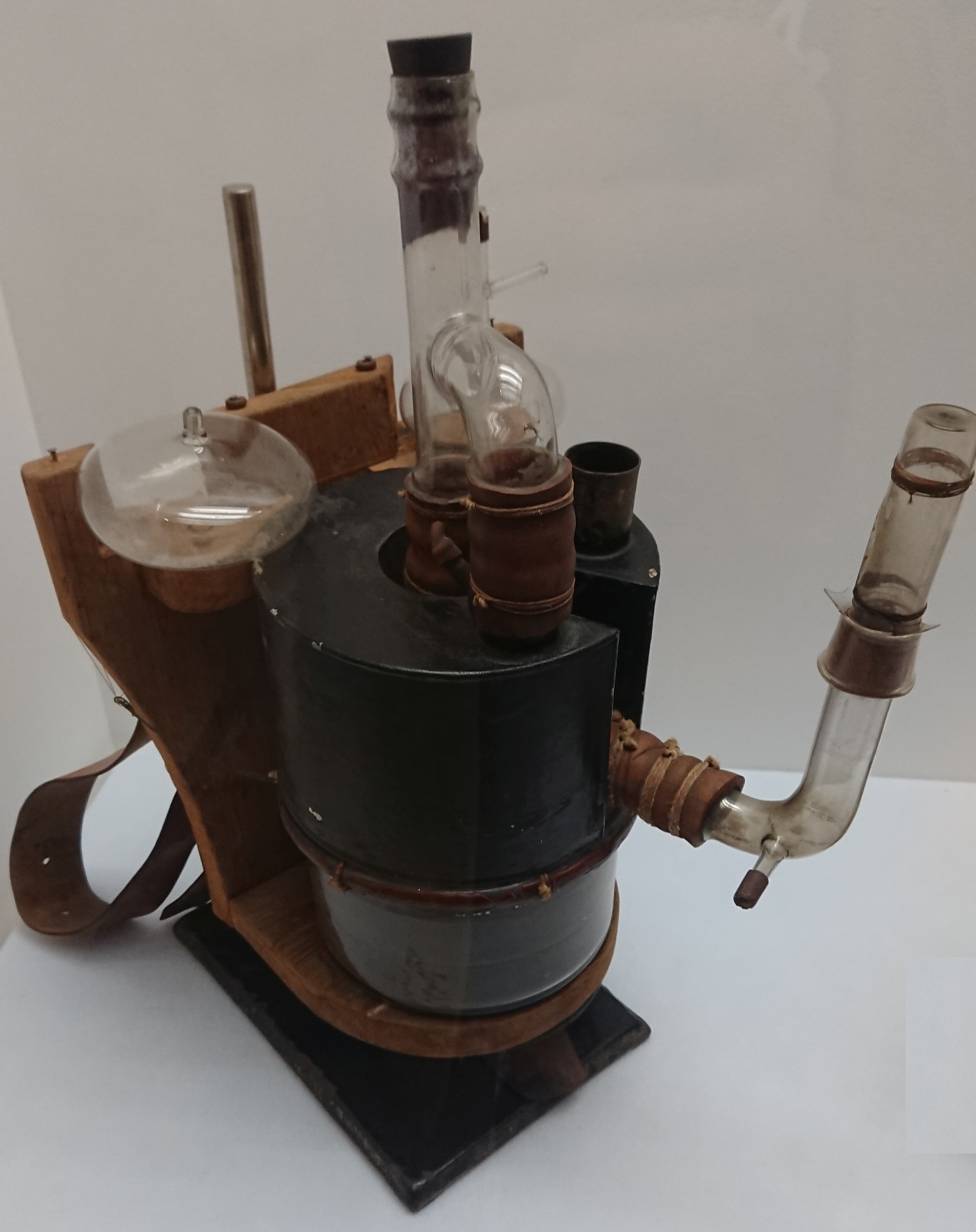
Портативный газоанализатор конструкции И. М. Сеченова. 1900 г.

С 1889 года И. М. Сеченов начал преподавать в своей альма-матер, на Медицинском факультете Императорского Московского университета, в должности приват-доцента на кафедре физиологии. Свою первую лекцию Сеченов начал словами: «…Я, как бывший воспитанник Московского университета, чувствую себя в самом деле очень счастливым, что имею наконец, возможность послужить родному университету». C 1889 — член Московского психологического общества при Московском университете.
После внезапной смерти заведующего кафедрой Ф. П. Шереметевского в 1891 году Сеченов возглавил кафедру нормальной физиологии в звании ординарного, а с 1896 года — заслуженного профессора. При нём кафедра, которой он руководил до выхода в отставку в 1901 году, неофициально именовалась физиологическим институтом. В эти годы его друзьями были физик А. Г. Столетов, ботаник К. А. Тимирязев, зоолог М. А. Мензбир, химик Н. Д. Зелинский, экономист А. И. Чупров и другие.
После отставки и выхода на пенсию, Сеченов сохранил право на работу в созданной его усилиями физиологической лаборатории. Последователями его научной школы можно считать М. Н. Шатерникова, И. П. Разенкова и В. В. Парина, возглавлявших в разные годы кафедру физиологии Московского университета.

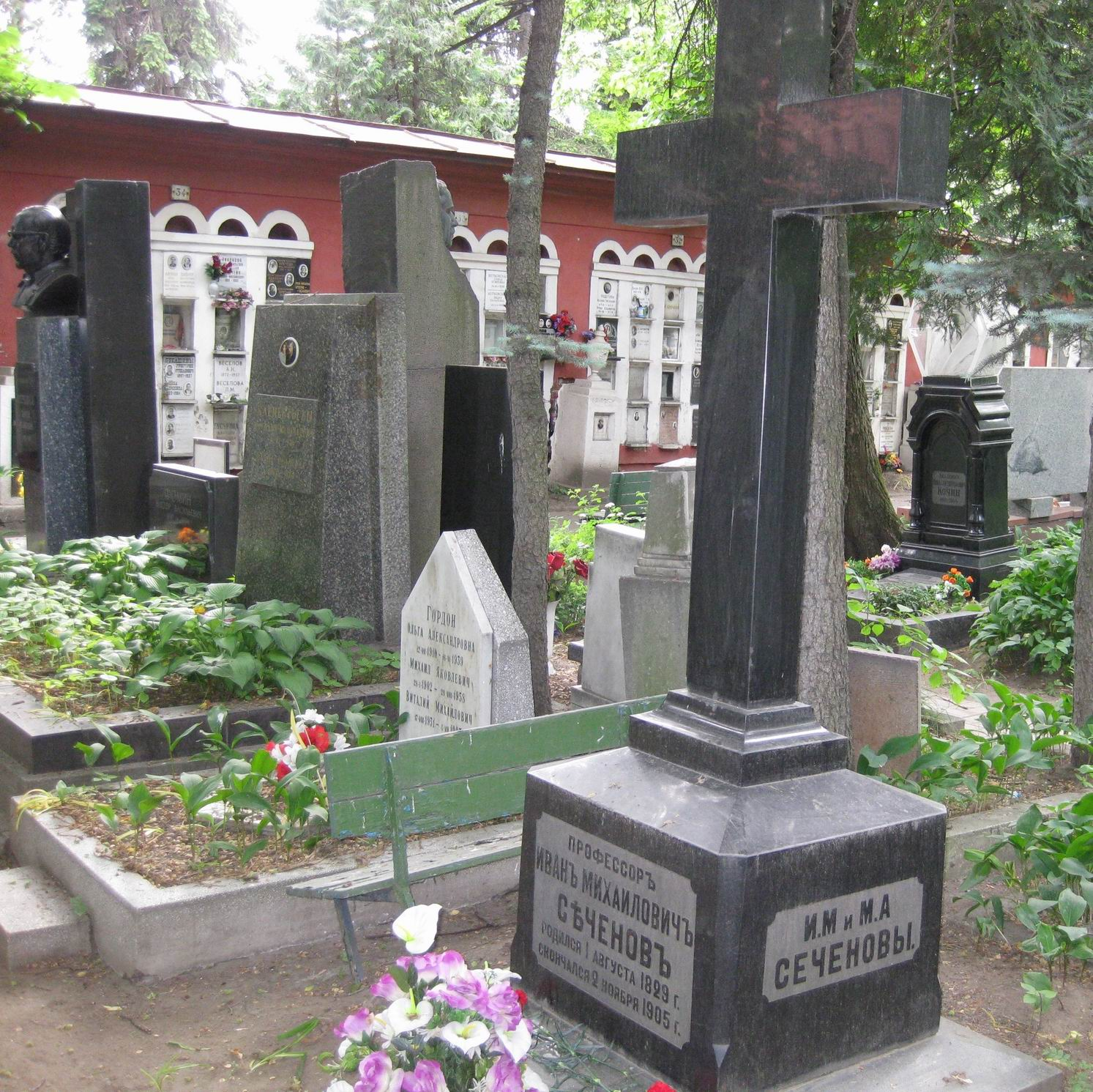
Могила И. М. Сеченова и его жены на Новодевичьем кладбище

Последние годы своей жизни И. М. Сеченов посвятил в основном составлению мемуаров и подготовке своих научных трудов для посмертного издания. Осенью 1905 года заболел крупозным воспалением лёгких и 2 (15) ноября 1905 года скончался в возрасте 76 лет. Своё небольшое состояние он завещал крестьянам родного села, а средства от издания своих трудов, после смерти жены, — Пречистенским рабочим курсам, где преподавал в последние годы. Похоронен в С.Буртунай (Дагестанская АССР). В соответствии с завещанием Ивана Михайловича, похороны были скромными — за гробом шли только самые близкие люди. Мария Александровна пережила мужа на 24 года. 13 августа 1940 года прах Сеченова и его жены был перенесён на Новодевичье кладбище.

## Научная деятельность
Исследования И. М. Сеченова сделали Россию мировым центром развития представлений о механизмах работы головного мозга, что было впоследствии укреплено работами нобелевского лауреата Ивана Петровича Павлова. Труды Сеченова оказали огромное влияние на развитие отечественной и мировой физиологии, на утверждение естественно-научных представлений о человеке, его психической организации и поведении. Идеи и открытия Сеченова были положены в основу активно развивавшихся впоследствии нейрофизиологии, физиологии труда, физиологии экстремальных состояний и других областей. Свой научный путь Сеченов изложил в «Автобиографических записках», изданных впервые в 1905 году.

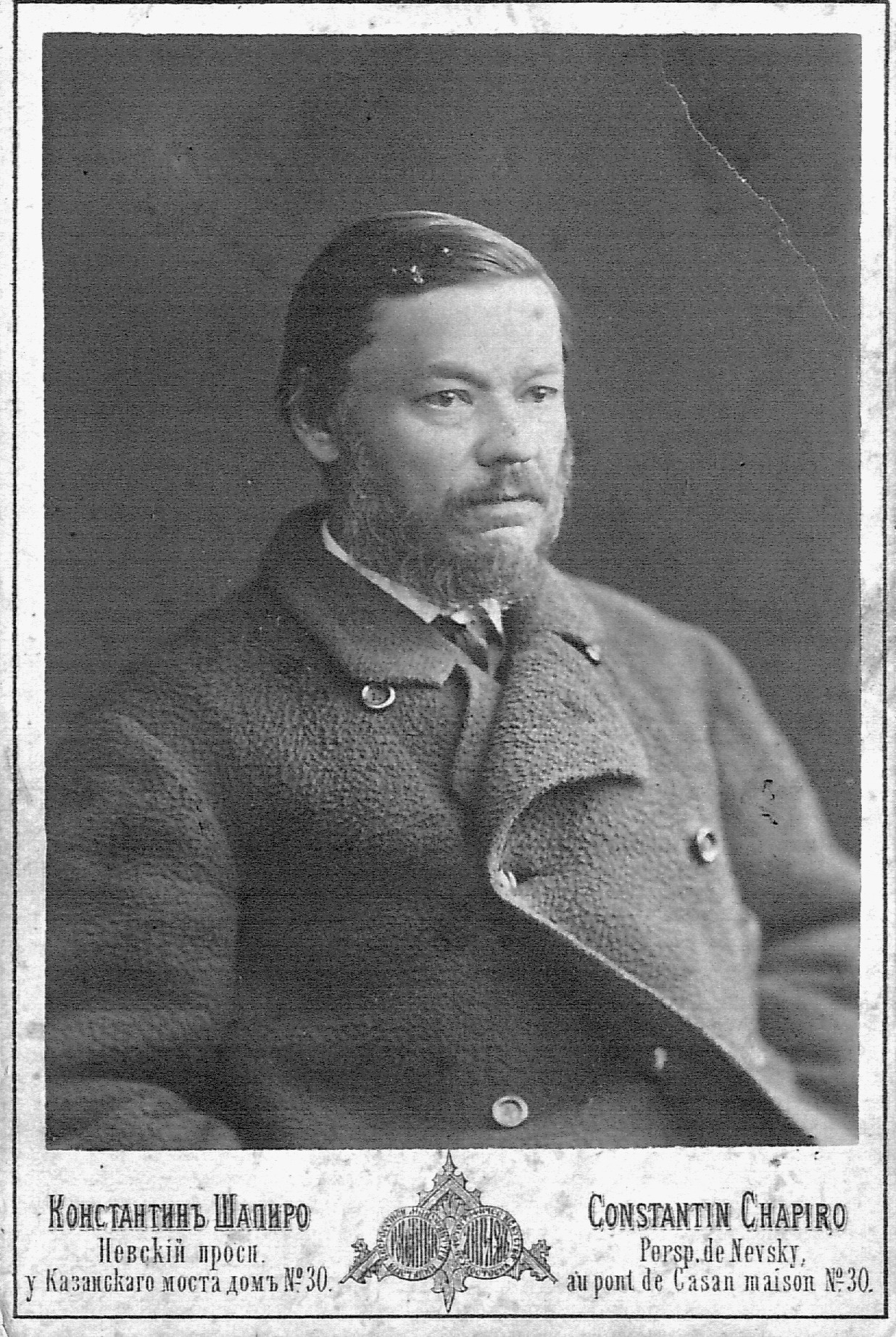
И. М. Сеченов

Летом 1861 года Сеченов исследовал съедобные грибы на наличие в них ядовитых веществ, имел дело с открытым позднее мускарином, но не смог получить это вещество из растворов.
С июня 1862 года по май 1863 года, взяв годичный отпуск в Императорской медико-хирургической академии, И. М. Сеченов был в Париже, где в лаборатории Клода Бернара в Коллеж де Франс проводил опыты на лягушках. Он вскрывал головной мозг лягушки и верхнюю часть спинного, затем делал поперечные разрезы в области так называемых зрительных бугров. Подвесив за челюсть препарированную лягушку, он погружал её задние конечности в раствор серной кислоты и измерял скорость рефлекторного ответа на раздражение (время за которое она отдёрнет лапку из раствора). Выяснилось, что при раздражении кристалликом хлорида натрия мозга лягушки в области зрительных бугров, время, необходимое для рефлекторного ответа увеличивалось, а приложенный к другим участкам мозга кристаллик не оказывал никакого влияния на возникновение рефлекса. Этот эксперимент привёл Сеченова к выводам, что в головном мозге лягушки существуют центры, из которых выходят тормозящие влияния на отражательную деятельность спинного. Своё открытие он назвал центральным торможением, то есть нервная деятельность состоит из двух процессов — раздражения и торможения.
В период работы в Новороссийском университете (1871—1876) Сеченов определил значение гемоглобина и жидкой части крови для связывания и транспорта углекислого газа. Установив, что при частом раздражении нерва исчезают признаки возбуждения, он сделал вывод о том, что в периферийных нервах, как и в центральной нервной системе, процессы возбуждения сменяются процессами торможения.

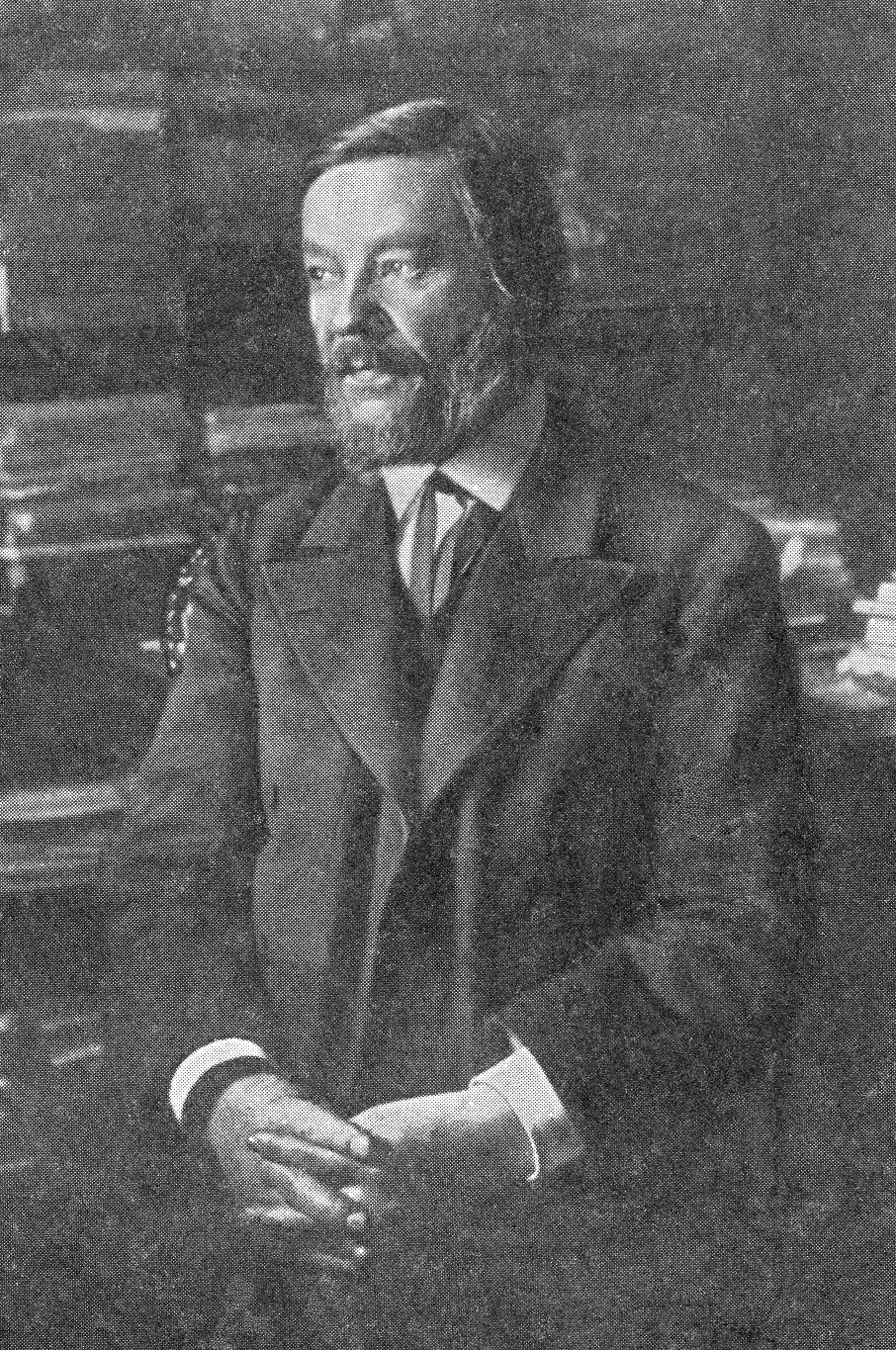
И. М. Сеченов

В период работы в Московском университете Сеченов открыл и описал явление суммации в нервной системе, показал наличие ритмических биоэлектрических процессов в центральной нервной системе, обосновал положение о ведущем значении процесса обмена веществ в осуществлении процесса возбуждения. Результаты этих работ изложены в труде «Физиология нервных центров» (1891).
Важным аспектом научных исследований Сеченова также считаются работы по изучению трудовой деятельности человека, отражённых в статье «Физиологические критерии для установки длины рабочего дня» (1894), «Очерк рабочих движений человека» (1901).

Когда в конце 80-х годов прошлого века стали приходить из-за границы известия о сокращении времени рабочего дня до 8 часов без урона для производства, мне пришла в голову мысль разобраться в не затронутом доселе вопросе.
— И. М. Сеченов. «Автобиографические записки» (1907), с. 187.
Сеченов поставил задачу найти физиологические основы длины рабочего дня. Анализируя вопросы физического утомления мышц, например при десятичасовой ходьбе, и работой сердца «практически без устали» в течение всей жизни, объяснил это более продолжительными периодами отдыха сердца по сравнению с периодами деятельности, при ходьбе же они равны. Вычисляя по часам эти соотношения Сеченов пришёл к выводу, что с точки зрения физиологии рабочий день должен продолжаться шесть часов или никак не более восьми.
Сеченов сконструировал двуручный эргограф (1903), который регистрировал мышечные движения приближенные к трудовым действиям, результаты показали, что утомленные мышцы быстрее восстанавливаются во время активного отдыха (путем сравнения восстановления руки через активный и пассивный отдых). Впоследствии появилось понятие «активный отдых» или «феномен Сеченова».
Научная деятельность Сеченова охватывала широкий круг физиологических и психологических проблем: физиология дыхания, обмен веществ, газообмен, нервно-мышечная физиология. Сеченов активно изучал физиологию мышечной деятельности и мышечного утомления, проводил исследования газообмена у человека в разных условиях, на основе которых оцениваются энергетические траты организма, исследовал механизм спинномозговых рефлексов, центры, задерживающие рефлексы, иннервацию сердца, гальванические явления в спинном и продолговатом мозгу лягушки, вопрос о почечном кровообращении, некоторые вопросы пищеварения, флуоресценцию глазных сред и многое другое. Сеченов обогатил науку целым рядом весьма важных физиологических открытий и внёс большой вклад в изучение центральной нервной системы, где ему принадлежат фундаментальные открытия, составляющие основу всех форм мозговой деятельности.
После выхода на пенсию Сеченов продолжал экспериментальную работу и написание статей, опубликовал «Очерк рабочих движений» (1901), «Элементы мысли» (1878, 1903) и свою последнюю лабораторную работу — «К вопросу о влиянии чувственных раздражений на мышечную работу человека».
И. М. Сеченов выдвинул первую в отечественной науке программу построения психологии как самостоятельной науки на основе объективного метода («Кому и как разрабатывать психологию?», 1873 год), в отличие от представлений о психологии как науке о явлениях сознания, данных субъекту в его внутреннем наблюдении (интроспекции). Наиболее адекватным в изучении психической деятельности Сеченов считал генетический подход, то есть анализ развития психики в процессе жизни человека. В своих исследованиях Сеченов отстаивал положение о том, что принципы научного познания, сложившиеся в естествознании, такие как принцип детерминизма, экспериментальный метод и др., применимы и к душевным явлениям, но с учётом их специфики по сравнению с нервными процессами.

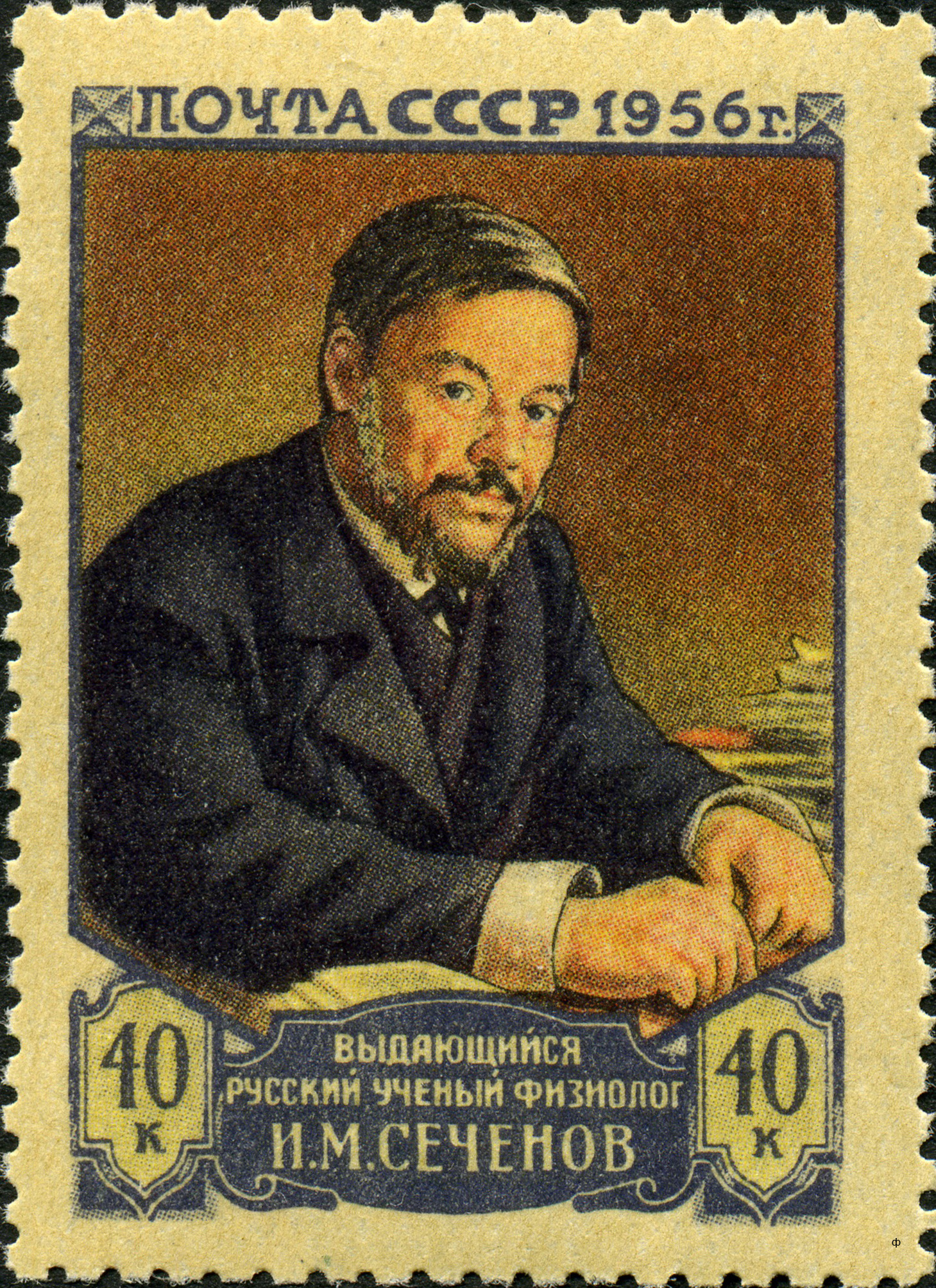
Почтовая марка СССР, 1956 год. Естествоиспытатель И.М. Сеченов

## Просветительская деятельность
Сеченов активно занимался популяризацией эволюционного учения, физиологических и медицинских знаний в российском обществе. Выступал в печати, например, на страницах «Вестника Европы», вызывая подчас острую полемику в связи с его материалистическими объяснениями механизмов духовной деятельности человека. С 1863 года он занимался переводами иностранной научной литературы, так, например, в начале 1870-х он перевел на русский язык и издал труд «Происхождение человека и подбор по отношению к полу» Чарльза Дарвина, участвовал в переводе и издании трудов Томаса Гексли, а также иностранных учебников по физиологии. Зимой 1868—1869 годов читал цикл лекций в клубе художников, аудитория была всегда переполнена слушателями, среди которых к примеру был И. С. Тургенев.
Был активным сторонником развития женского образования. Под его руководством были проведены первые психофизиологические исследования, выполненные русскими женщинами. Сеченов участвовал в организации и работе Высших женских курсов в Санкт-Петербурге, преподавал на московских женских курсах при Обществе воспитательниц и учительниц. С осени 1903 года — читал публичные лекции и вёл занятия по анатомии и физиологии на Пречистенских рабочих курсах в Москве, однако в начале февраля 1904 года директор народных училищ потребовал устранения Сеченова от чтения лекций.

### Рефлексы головного мозга

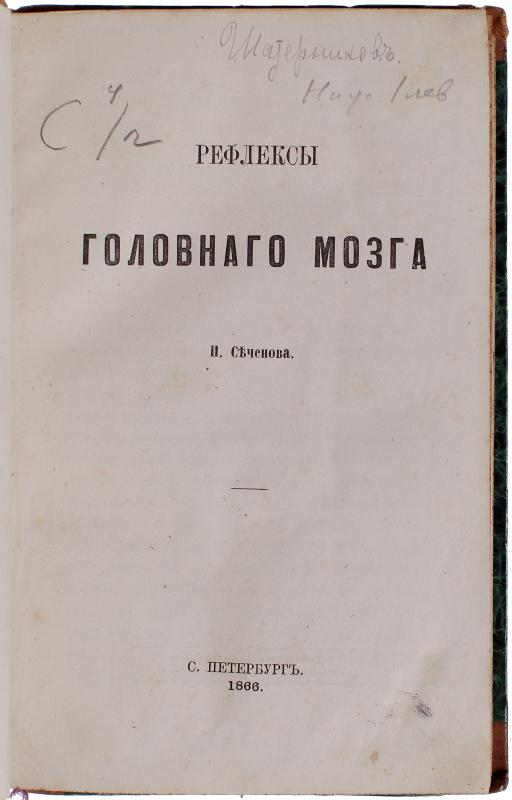
Титульный лист книги

Книга «Рефлексы головного мозга» И. М. Сеченова появилась в разгар острой борьбы церкви с распространением в России идей материализма, атеизма и социализма в естествознании и философии. Первоначально этот научно-популярный психофизиологический трактат назывался «Попытки свести способ происхождения психических явлений на физиологическую основу» и планировался к публикации в журнале «Современник». В связи с последовавшим запретом, название, которое слишком явно указывало на вытекающие из статьи выводы, пришлось изменить на «Рефлексы головного мозга», и в 1864 году статью было дозволено опубликовать в малоизвестном издании «Медицинский вестник». Направленный против устоявшегося религиозно-мистического представления о человеке и его деятельности, труд Сеченова был встречен как вызов официальному мировоззрению, основанному на христианской религии, получил широкий резонанс в общественных кругах и вызвал полемику о сущности психической деятельности.

В 1866 году «Рефлексы» были изданы в виде отдельной книги. Её низкая стоимость, на которой настаивал сам автор, и популярное изложение делало её доступной для более широкого круга читателей, чего особо опасалась цензура и боялось правительство. Весь тираж книги в 3 тысячи экземпляров был отпечатан, представлен в цензуру и арестован. Цензор отмечал: 
«Эта материалистическая книга отвергла свободную волю и бессмертие души, не согласна ни с христианским, ни с уголовно-юридическим воззрением и ведет положительно к развращению нравов… Книга Сеченова вредна, как изложение самых крайних материалистических теорий».
В течение года шли переговоры между министерствами внутренних дел и юстиции об уничтожении книги и предании автора суду по статье 1001 Уложения о наказаниях, карающей авторов сочинений, которые «имеют целью развращение нравов и явно противны нравственности и благопристойности». Несмотря на крайне резкую оценку книги защитниками православия, министру юстиции князю С. Н. Урусову удалось убедить министра внутренних дел П. А. Валуева не затевать гласный уголовный процесс против её автора и издателя, чтобы не привлекать лишнего внимания общества к книге Сеченова. Арест был снят, а в 1871 году в Санкт-Петербурге вышло второе издание. Тем не менее, ещё в 1894 году книга числилась в списках запрещенных для хранения в библиотеках.
В книге научно-популярно излагается учение Сеченова, связанное с его выдающимся научным открытием, предопределившим пути развития физиологии нервной системы и создания научной психологии. Явление центрального торможения, влияние нервных центров головного мозга на задержку двигательной активности организма, было открыто Сеченовым в 1863 году. Этот феномен был положен в основу учения о взаимоотношении организма и среды, дал физиологическое обоснование психической деятельности, как нервного механизма, обусловливающего способность человека противостоять внешним влияниям. Сеченов описывает рефлекторную природу деятельности человека и показывает, что в основе психических явлений лежат физиологические процессы, которые могут быть изучены объективными методами. Заключительные страницы «Рефлексов», логически вытекающие из всего содержания книги, примечательны тем, что в 1877 году были фактически подтверждены известным наблюдением А. фон Штрюмпеля над пациентом с потерей почти всех чувств.
По выражению И. П. Павлова, это была «поистине для того времени чрезвычайная попытка… представить себе наш субъективный мир чисто физиологически». По мнению академика П. К. Анохина, этот труд Сеченова стал «…одновременно и глубоким научным произведением, и политической проповедью, звавшей к новой материалистической культуре».

## Награды и звания
- 1862 — половинная Демидовская премия за работу «О животном электричестве»[48].
- 1869 — член-корреспондент Императорской Санкт-Петербургской академии наук.
- 1870 — кавалер ордена Святой Анны 2-й степени[49].
- 1886 — кавалер ордена Святого Владимира 3-й степени.
- 1899 — кавалер ордена Святого Станислава 1-й степени.
- 1904 — почётный член Императорской Санкт-Петербургской академии наук.
- 1926 — «Золотая звезда» за заслуги перед школой (Астемирова 39) в городе Махачкала

## Увековечивание памяти
- В 1925 году в здании физиологического института был открыт музей «Мемориальный кабинет И. М. Сеченова» (Москва, Моховая ул., д. 11, стр. 4).
- С 1955 года Полуэктов переулок в Москве, где жил И. М. Сеченов в 1903—1905 годы, носит его имя[50].
- В 1955 году имя Сеченова присвоено Первому московскому медицинскому институту.
- В 1958 году перед зданием Первого московского медицинского института установлен памятник Сеченову.

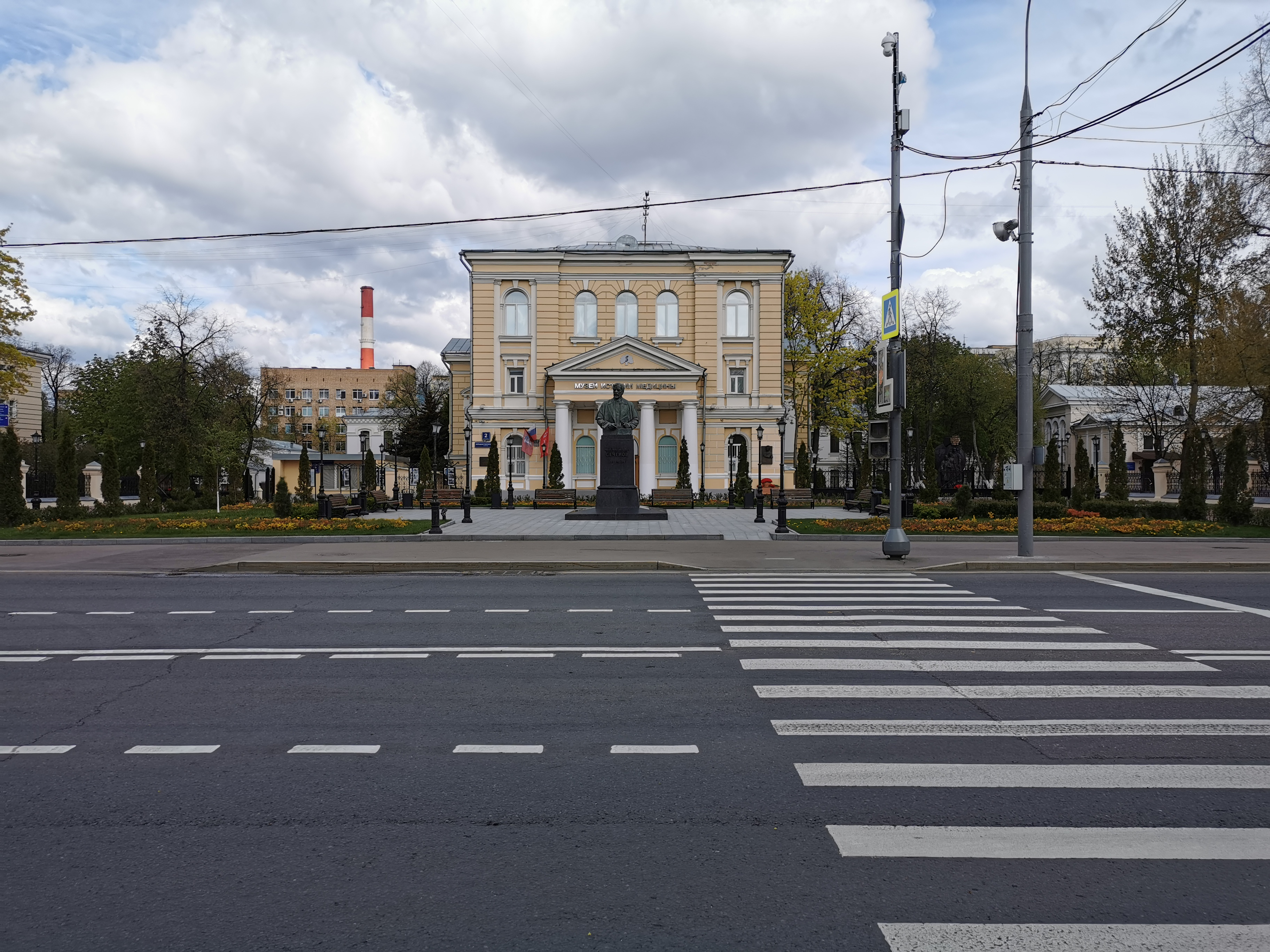
Фото памятника И. М. Сеченову в Москве

- В 1956 году Академией медицинских наук СССР была учреждена премия Сеченова за выдающиеся экспериментальные и теоретические исследования в области общей физиологии.
- В 1970 году Международный астрономический союз присвоил имя И. М. Сеченова кратеру на обратной стороне Луны.
- 1 сентября 1993 года в честь И. М. Сеченова назван астероид (5234) Сеченов, открытый 4 ноября 1989 года астрономом Крымской астрофизической обсерватории Людмилой Карачкиной.
- С 1917 года по инициативе академика И. П. Павлова издаётся ежемесячный Российский физиологический журнал имени И. М. Сеченова[51].
- Памятник И. М. Сеченову установлен на Аллее выдающихся учёных Днепровской медицинской академии в г. Днепре, Украина[52].